# Horia (Tulcea)

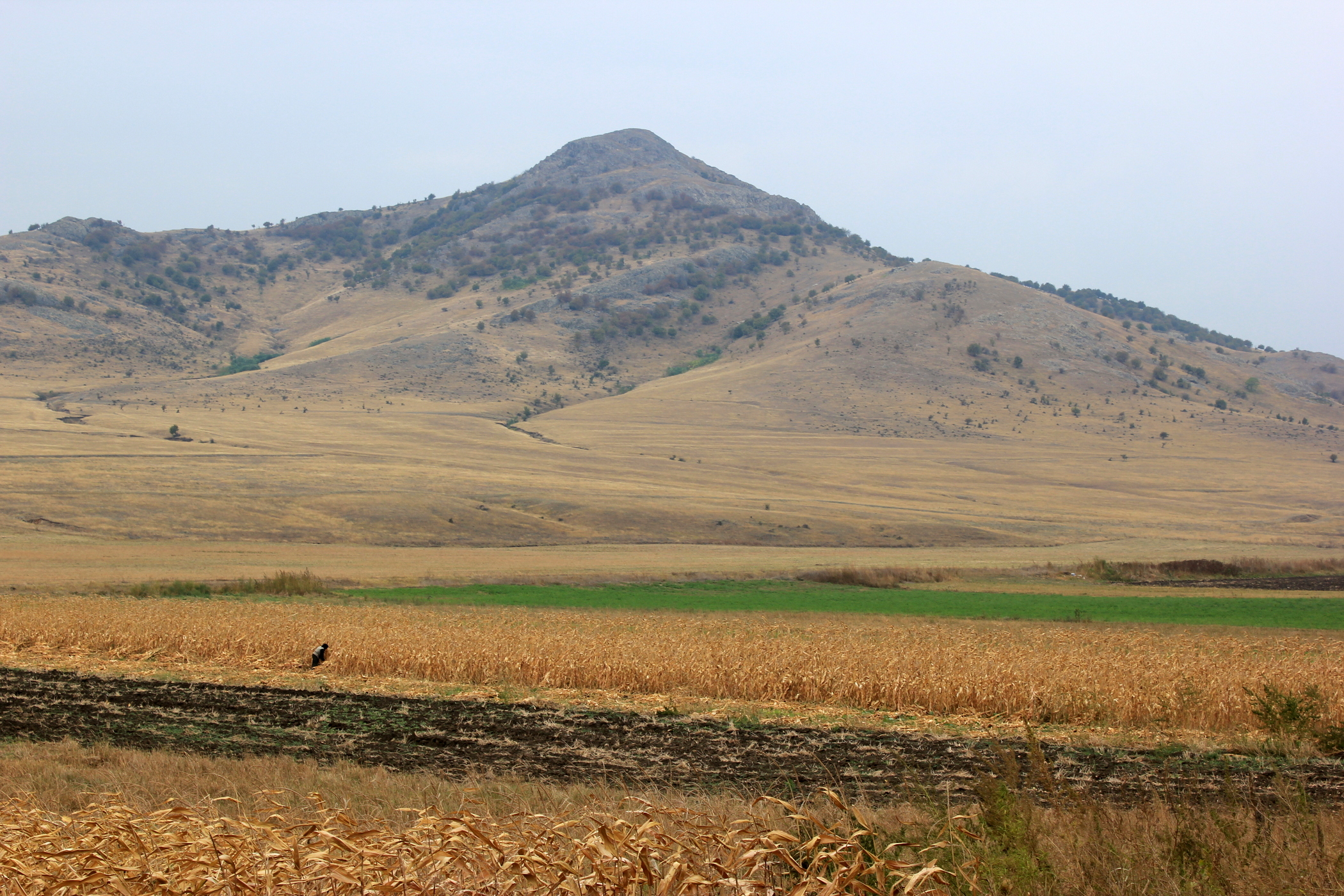
Landschaft bei Horia

Horia ist eine Gemeinde im rumänischen Kreis Tulcea in der Region Dobrudscha.
Die Gemeinde besteht aus drei Dörfern: Cloșca (früher bekannt als Dautcea), Florești (früher bekannt als Islam Geaferca) und Horia (bekannt als Ortachioi im 19. Jahrhundert und, zwischen 1924 und 1947, Regina Maria, benannt nach Marie von Edinburgh).
Nordwestlich des Hauptortes Horia, an der Kreisstraße (drum județean) DJ 222A, liegt der See Lacul Horia. Der See ist in Nordsüdrichtung etwa 2,6 km lang. Seine größte Breite beträgt etwa 560 m.